# 大垣市赤坂サービスセンター
大垣市赤坂サービスセンター（おおがきしあかさかサービスセンター）とは、岐阜県大垣市にある公共施設。
大垣市役所の出先機関（市民サービスセンター）の一つであり、「大垣市役所赤坂サービスセンター」とも称する。

## 概要
- 大垣市が旧町村（墨俣、上石津を除く）ごとに設置していた1事務所13支所を廃止し、新たに設置した市民サービスセンターの一つである。2007年（平成19年）1月4日業務開始[1][2]。
- 大垣市の市民サービスセンターは管轄区域が設定されていないため、赤坂サービスセンターは設置場所の赤坂地区以外の住民も利用可能である。
- 2007年（平成19年）の開所時は赤坂総合センター（1968年竣工）[3]に設置されていたが、建物の老朽化のため、2016年（平成28年）10月1日に旧・赤坂コミュニティ・防災センター（1985年竣工）へ移転した[4]。

## 業務時間
- 月曜日から土曜日の8時30分から17時15分
  - 休館日は日曜日及び年末年始（12月29日から1月3日）。日曜日でも祝日の場合は開館。

## 主な業務内容
- 住所変更の手続き（転入、転出、転居など）
- 戸籍の届出（出生届、結婚届など）
- 住民票、戸籍などの謄本・抄本の発行
- 印鑑登録、印鑑登録証明書の発行
- 所得証明、資産証明などの税証明の発行
- 国民健康保険、国民年金の加入・脱退などの手続き
- 公金の収納
- 大垣市立図書館の貸出図書の受渡し[5]
- 市役所あて文書の取次

## 交通アクセス
- 東海道本線美濃赤坂駅下車、徒歩約10分。
- 名阪近鉄バス赤坂線「昼飯南」バス停より徒歩約4分。
  - 大垣駅（大垣駅前バスのりば）より「消防赤坂分署」行き。